# Levice
För andra betydelser, se Levice (olika betydelser).
Levice (på ungerska Léva) är en stad i regionen Nitra i västra Slovakien. Staden som har en yta av 60,996 km² har en befolkning, som uppgår till 35 188 invånare (2009).